# Värdeomdöme
Värdeomdöme är ett filosofiskt begrepp som används inom bland annat värdeteori eller metaetik. Ett värdeomdöme är ett omdöme om något eller någons rätt eller fel, eller om nyttan av något eller någon, baserat på en jämförelse eller annan relativitet. Som en generalisering kan en värdebedömning hänvisa till en bedömning baserad på en viss uppsättning värden eller på ett visst värdesystem. En relaterad betydelse av värdeomdöme är en ändamålsenlig utvärdering baserad på begränsad information till hands, där nämnda utvärdering gjordes eftersom ett beslut måste fattas med kort varsel.
Ett synonymt begrepp inom stilistiken är värdeladdade ord, och inom argumentationsanalys används begreppet normativ definition.

## Förklaring
Ett värdeomdöme är en tanke om något baserat på vad det "borde" få en åsikt om vad som räknas som "bra" eller "dåligt" – i motsats till en tanke baserad på vad fakta är. Till exempel "Regeringen bör förbättra tillgången till utbildning" är en värderingsbedömning (att utbildning är bra). "Folk kommer att köpa mindre av våra produkter om vårt pris går upp" är inte en värdebedömning eftersom det bygger på det faktum att människor tenderar att köpa mindre av en dyrare produkt. Det kan användas antingen i positiv bemärkelse, vilket betyder att en bedömning måste göras med hänsyn till ett värdesystem, eller i en nedsättande mening, som betecknar en bedömning gjord av personligt infall snarare än objektiv tanke eller bevis.
I sin positiva mening är en rekommendation att göra en värdebedömning en uppmaning att överväga noggrant, att undvika nyck och häftighet, och söka efter överensstämmelse med ens djupare övertygelse, och att söka efter en objektiv, verifierbar, offentlig och samstämmig uppsättning bevis för Yttrandet.
I sin nedsättande mening innebär termen värdeomdöme att en slutsats är isolerad, ensidig och inte objektiv – i motsats till bedömningar baserade på övervägande, balans och offentliga bevis.
Värdebedömning kan också hänvisa till en preliminär bedömning baserad på en övervägd bedömning av den aktuella informationen, som anses vara ofullständig och utvecklas - till exempel en värdebedömning om huruvida man ska inleda en militär attack eller om förfarandet i en medicinsk nödsituation. I det här fallet blir kvaliteten på bedömningen lidande eftersom den tillgängliga informationen är ofullständig på grund av nödvändighet snarare än på grund av kulturella eller personliga begränsningar.
Oftast hänvisar termen värdebedömning till en individs åsikt. Naturligtvis formas individens åsikt till en viss del av dennes trossystem och den kultur man tillhör. Så en naturlig förlängning av termen värdeomdöme är att inkludera deklarationer som ses på ett sätt från ett värdesystem men kan ses annorlunda från ett annat. Begreppsmässigt är denna utvidgning av definitionen relaterad både till det antropologiska axiomet "kulturrelativism" (det vill säga att kulturell betydelse härrör från ett sammanhang) och till termen "moral relativism" (det vill säga att moraliska och etiska påståenden inte är universella sanningar, utan härrör från kulturell kontext). Ett värdeomdöme som bildas inom ett specifikt värdesystem kan vara sämre och kan bli föremål för tvist i en bredare publik.

### Värdeneutral
Värdeneutral är ett relaterat adjektiv som antyder oberoende från ett värdesystem. Objektet i sig betraktas som värdeneutralt när det varken är bra eller dåligt, varken användbart eller värdelöst, varken betydelsefullt eller banalt förrän det placeras i något socialt sammanhang. Till exempel beror klassificeringen av ett föremål ibland på sammanhanget: Huruvida ett föremål är ett verktyg eller ett vapen, eller om mänskliga kvarlevor är en artefakt eller en förfader.
Max Weber lade fram ett av de första begreppen värdeneutralitet.
Ett berömt citat från matematikern G.H. Hardy visar hur han placerar matematikens "värdeneutrala" ämne i ett visst socialt sammanhang: "En vetenskap sägs vara användbar om dess utveckling tenderar att accentuera de befintliga ojämlikheterna i rikedom, eller mer direkt främjar förstörelsen av mänskligt liv".
För en diskussion om huruvida tekniken är värdeneutral, se Martin och Schinzinger,  och Wallace.
Ett föremål kan ha ett värde och vara värdeneutralt oavsett socialt sammanhang om dess nytta eller betydelse är mer eller mindre självklar, till exempel syre stöder livet i alla samhällen.

## Värdebedömningar och deras sammanhang
Vissa hävdar att sann objektivitet är omöjlig, att även den mest rigorösa rationella analysen grundas på den uppsättning värden som accepteras under analysens gång. Följaktligen är alla slutsatser med nödvändighet värdebedömningar (och kan därför vara sämre). Att placera alla slutsatser i en kategori gör naturligtvis ingenting för att skilja mellan dem, och är därför en värdelös deskriptor. Att kategorisera en slutsats som en värdebedömning får innehåll när sammanhanget som inramar bedömningen specificeras.
Som ett exempel anses vetenskapliga "sanningar" vara objektiva men hålls trevande, med insikten att mer noggranna bevis och/eller bredare erfarenhet kan förändra saken. Vidare är en vetenskaplig syn (i betydelsen av en slutsats baserad på ett värdesystem) ett värdebedömning som är socialt konstruerat baserat på rigorös utvärdering och bred konsensus. Med detta exempel i åtanke är det vagt att karakterisera en syn som ett värdeomdöme utan en beskrivning av sammanhanget kring den.
Men, som noterats i det första segmentet av denna artikel, har termen värdebedömning i vanligt bruk en mycket enklare betydelse med kontexten helt enkelt antydd, inte specificerad.